# Подегродзе (Малопольське воєводство)
Подегродзе, також Подеґродзе, Підгороддя (пол. Podegrodzie) — село в Польщі, у гміні Подегродзе Новосондецького повіту Малопольського воєводства.
Населення — 1948 осіб (2011).
У 1975-1998 роках село належало до Новосондецького воєводства.

## Демографія
Демографічна структура станом на 31 березня 2011 року:
|          | Загалом | Допрацездатний вік | Працездатний вік | Постпрацездатний вік |
| -------- | ------- | ------------------ | ---------------- | -------------------- |
| Чоловіки | 955     | 247                | 623              | 85                   |
| Жінки    | 993     | 253                | 566              | 174                  |
| Разом    | 1948    | 500                | 1189             | 259                  |